# Grafisia torquata
El estornino acollarado (Grafisia torquata) es una especie de ave paseriforme de la familia Sturnidae propia de África Central. Es la única especie del género Grafisia.

## Taxonomía
La especie fue descrita científicamente por el ornitólogo alemán Anton Reichenow en 1909, con el nombre binominal Spreo torquatus, por el término latín para «collar», en referencia a la coloración alrededor del cuello del macho. James Chapin lo identificó de manera independiente en 1913 en el Congo Belga como Stilbopsar leucothorax, del griego λευκός (que significa «blanco») y θώραξ (que significa «pecho»), refiriéndose nuevamente a su cuello blanco. Fueron colocados en su género actual, Grafisia, por George Latimer Bates en 1926, basándose en diferencias sustanciales entre el estornino acollarado y los miembros de los géneros Spreo o Stilbopsar.

## Descripción
Mide 21 cm de longitud en promedio y pesa entre 61 y 67 gramos. Le especie presenta dimorfismo sexual en la edad adulta, tanto en el tamaño como en la coloración. Los machos adultos tienen el plumaje negro brillante, excepto por una mancha blanca en el pecho que se extiende hasta las alas. El pico y las patas son negras y el iris amarillo brillante. Las hembras adultas son principalmente de color gris, con las plumas de las puntas de las alas y la cola negras. Los juveniles tienden a parecerse a las hembras, pero con más plumas de color marrón grisáceo en su plumaje ventral.

## Comportamiento
Generalmente viven en bosques abiertos y parecen permanecer en las copas de los árboles altos, pero también se han reportado en pastizales de montaña en Camerún. Se alimentan de insectos, bayas, higos silvestres y el fruto de los géneros Musanga y Macaranga.
Viajan en parejas o grupos pequeños, y en raras ocasiones, en bandadas de más de 100 aves. La actividad de construcción del nido se observó en marzo y se encontró que los machos recolectados durante ese tiempo tenían testículos más grandes. Estos datos combinados con la aparición de ejemplares juveniles entre mayo y julio, sugieren que la reproducción ocurre en la primera mitad del año. En un caso, se vio a un macho que realizaba vuelos circulares cortos a partir de una búsqueda conspicua, que se interpretaba como una exhibición de cortejo.